# Португальський Тимор
Португальський Тимор (порт. Timor Português) — назва Східного Тимору в той час, коли він перебував під португальським контролем. Протягом цього періоду Португалія ділила острів Тимор з Голландською Ост-Індією, а пізніше — з Індонезією.
Першими європейцями, які прибули в цей регіон, були португальці в 1515 році. Ченці — домініканці з'явилися на острові в 1556 році, і територія була оголошена португальською колонією в 1702 році. Після початку Лісабоном процесу деколонізації в 1974 році Індонезія вторглася на територію в 1975 році, що призвело до закінчення португальського панування. Вторгнення не було визнано в інших країнах, тому Португальський Тимор формально існував офіційно, поки країна не здобула незалежність під назвою Східний Тимор в 2002 році.

## Ранні колонії
До прибуття до регіону мореплавців з європейських колоніальних держав острів Тимор був частиною торгових маршрутів, які простягалися між Індією і Китаєм, і був важливою ланкою у морській торгівлі Південно-Східної Азії. Великі запаси острівного ароматного сандалового дерева були його основним товаром. Першими європейцями, які прибули до регіону, були португальці на початку XVI століття, за ними прибули голландці наприкінці XVI століття. І ті й інші прибули у пошуках легендарних Островів Спецій в Молуккських островах. Португальці вперше висадилися поблизу сучасного Панте-Макасару, і в 1556 році групою домініканських ченців створено село Ліфау.
Протягом наступних трьох століть голландці стали домінувати в усьому індонезійському архіпелазі за винятком східної частини Тимору, який став Португальським Тимором. Португальці впровадили кукурудзу як продовольчу культуру і каву як експортну культуру. Тиморська система збору податків і трудового контролю були збережені: з їх допомогою податки оплачувалися людьми за рахунок своєї праці і частини врожаю кави і сандалового дерева. Португальці запровадили інститут найманців в Тиморських громадах і вожді тиморських племен наймали португальських солдатів для воєн проти сусідніх племен. Використовуючи португальські мушкети, тиморці стали полювати на оленів і поставляти оленячі роги, які незабаром стали експортним товаром.
Португальці поширили в Східному Тиморі католицизм, латинську систему письма, друкарський верстат і формальне навчання. У Східному Тиморі з'явилися дві нові групи людей: португальці та топаси (метиси — нащадки від шлюбів португальців з місцевими жителями). Португальська мова стала мовою комерції, церкви і державних справ, а португальські азіати використовували малайську на додаток до португальської мови. За колоніальної політики португальське громадянство було доступне для людей, які в достатній мірі асимілювалися і знали португальську мову, були грамотні і сповідували християнство, і до 1970 року 1200 східних тиморців, в основному представники аристократії, жителі Ділі або інших великих міст, отримали португальське громадянство. Станом на кінець правління колоніальної адміністрації в 1974 році 30 відсотків населення Східного Тимору були практикуючими католиками, в той час як більшість продовжувало поклонятися духам землі і неба.

## Створення колонії
У 1702 році Лісабон направив в Східний Тимор свого першого постійного губернатора, Антоніу Коельйо Герилью, в Ліфау, яке стало столицею всіх португальських володінь на Малих Зондських островах. Колишніми столицями були міста Солор і Ларантука. Португальський контроль над територією був особливо слабким в гірських районах. Домініканські монахи, час від часу голландці і самі тиморці конкурували з португальськими купцями. Контроль колоніальної адміністрації над островом в значній мірі обмежувався областю Ділі, і вони повинні були спиратися на традиційних племінних вождів для контролю і впливу.
Столиця колонії була перенесена в Ділі в 1769 році через атак топасів, які стали правителями кількох місцевих царств (Ліураї). У той же час голландці колонізували західну частину острова і навколишні острови архіпелагу — сучасну Індонезію. Кордон між Португальським Тимором і Голландською Ост-Індією був офіційно визначений в 1859 році Лісабонським договором. У 1913 році португальці і голландці офіційно погодилися розділити острів між ними. Остаточна межа була встановлена в Гаазі в 1916 році, і вона залишається державним кордоном між сучасними державами Східний Тимор і Індонезія.
Для португальців Східний Тимор залишався трохи більше ніж малозначущий торговий пост до кінця XIX століття. Інвестиції в інфраструктуру, охорону здоров'я і освіту були мінімальними. Сандал залишався основною експортною культурою разом з кавою, експорт якої стає значним в середині XIX століття. У місцях, де португальське правління утвердилось, воно, як правило, було жорстоким і з сильною експлуатацією місцевого населення.

## Двадцяте століття

Малий герб Португальського Тимору (1935—1975 роки).

На початку XX століття криза економіки в метрополії спонукав Португалію отримувати більше багатств зі своїх колоній, в результаті чого влада португальців в Східному Тиморі значно зміцнилася. У 1910-12 роках в Східному Тиморі відбувалося повстання, яке було придушене після того, як Португалія ввела туди війська зі своїх колоній в Мозамбіку і Макао, в результаті чого загинуло 3000 жителів Східного Тимору.
Хоча Португалія зберігала нейтралітет під час Другої світової війни, в грудні 1941 року Португальська Тимор був окупований австралійськими і голландськими військами, які очікували японського вторгнення. Тисячі японських солдатів окупували Тимор в лютому 1942 року, і кордони голландців і португальців не були враховані на острові Тимор, коли японською окупаційною армією була створена тут єдина адміністративна зона. 400 австралійських і голландських командос, які опинилися в пастці на острові в результаті японського вторгнення, вели партизанську війну, яка зв'язала японські війська і привела до більш ніж 1000 жертв. Тиморці допомагали партизанам, але після евакуації Союзників японські каральні акції, що проводяться солдатами і союзним японцям Тиморським ополченням, поставили Східний Тимор в дуже скрутне становище. Станом на кінець війни, за оцінками, 40-60 тис. тиморців померло, економіка була в руїнах і голод мав широке поширення.

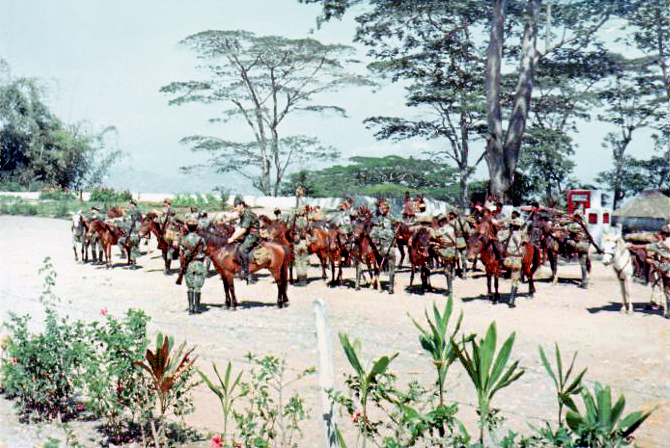
Побудова кінного загону перед заступанням на службу. Приблизно 1968—1970 рр.

Після Другої світової війни португальці негайно повернули владу над своєю колонією, в той час як Західний Тимор став частиною Індонезії, яка здобула незалежність в 1949 році. Для відновлення економіки колоніальні губернатори змушували місцевих вождів на поставку робочих, що в подальшому призвело до колапсу в сільськогосподарському секторі. Роль католицької церкви в Східному Тиморі зросла після того, як португальський уряд передав освіту в Тиморі в руки церкви в 1941 році. У післявоєнному Португальському Тиморі охоплення населення шкільною освітою початкового і середнього рівня значно збільшилося, хоча сама освіта була дуже низького рівня. Хоча неграмотність в країні в 1973 році оцінювалася в 93 % населення, невелика освічена еліта Східного Тимору з навчених церквою в 1960-х і початку 1970-х років стала лідерами руху за незалежність під час індонезійської окупації.

## Кінець португальського правління
Після перевороту 1974 року («революції гвоздик») новий уряд виступив за поступовий процес деколонізації португальських володінь в Азії та Африці. Коли в Східному Тиморі вперше були легалізовані політичні партії у квітні 1974 року, вийшли три основних «гравця». Тиморський Демократичний Союз (UDT) спочатку виступав за збереження Східного Тимору під протекторатом Португалії, а у вересні оголосив про свою підтримку незалежності. ФРЕТІЛІН схвалив «універсальну доктрину соціалізму», а також «право на незалежність», а потім оголосив себе «єдиним законним представником народу». Третя партія, АПОДЕТІ, почала пропаганду інтеграції Східного Тимору з Індонезією, висловлюючи побоювання, що незалежний Східний Тимор був би економічно слабкою і вразливою країною.
28 листопада 1975 року Східний Тимор оголосив про свою незалежність.
Дев'ять днів по тому Індонезія вторглася на територію Східного Тимору, оголосивши його двадцять сьомою провінції Індонезії під назвою Тимор-Тимур в 1976 році. Організація Об'єднаних Націй, однак, не визнала його анексію. Останнім губернатором Португальського Тимору був Маріо Лемос Пірес в 1974-75. Після закінчення індонезійської окупації в 1999 році і перехідного періоду при правлінні адміністрації Організації Об'єднаних Націй Східний Тимор став формально незалежною державою в 2002 році.
Першою валютою Східного Тимору була патака Португальського Тимору (введена в 1894 році), а після 1959 року використовувалося ескудо Португальського Тимору, пов'язаний з португальським ескудо. У 1975 році валюта перестала існувати, так як Східний Тимор був анексований Індонезією і почалося використання на його території індонезійської рупії.